# Thomas Di Leva
 (janvier 2012).
Si vous disposez d'ouvrages ou d'articles de référence ou si vous connaissez des sites web de qualité traitant du thème abordé ici, merci de compléter l'article en donnant les références utiles à sa vérifiabilité et en les liant à la section « Notes et références ».
Thomas Di Leva, de son vrai nom Sven Thomas Magnusson, né le 23 octobre 1963 à Gävle en Suède, est un auteur-compositeur-interprète et acteur suédois, d'origine italienne.

## Biographie
Il est âgé de 14 ans, qu'il change son nom de Magnusson à Di Leva, inspiré par le nom de jeune fille de sa mère d'origine italienne et des idoles comme Léonard de Vinci et Charlie Chaplin.
Thomas commence sa carrière avec le groupe The Pillisnorks jusqu'en 1981. 
Il commence sa carrière solo fin 1981 et sort son premier album.